# Carex fulta
Carex fulta är en halvgräsart som beskrevs av Adrien René Franchet. Carex fulta ingår i släktet starrar, och familjen halvgräs. Inga underarter finns listade i Catalogue of Life.